# Stade phocéen Marseille Vitrolles
Ne doit pas être confondu avec le Marseille Provence XV, club disparu en 2007.
Ne doit pas être confondu avec le Rugby Club stade phocéen, club créé en 2012 et disparu en 2022.
Ne doit pas être confondu avec le Marseille Rugby Méditerranée, club créé en 2022.
Pour les articles homonymes, voir Phocéen.
Maillots
Le Stade phocéen Marseille Vitrolles est un club de rugby à XV basé à Marseille, créé en 2007 et disparu en 2012.

## Histoire

### Prémices du rugby à Marseille

Logo du Marseille Provence XV.

Le rugby à XV fait son apparition à Marseille à la fin du XIXe siècle et de nombreux clubs de rugby apparaissent, tels le Sporting Club de Marseille, l'Union sportive phocéenne ou encore l'Olympique de Marseille. Mais le rugby à XV disparaît peu à peu dans la cité phocéenne, le football ayant pris une place majeure. De plus, Marseille connaît dans les années 1950 l'essor d'un autre rugby, le rugby à XIII avec le Marseille XIII.
Dans les années 1970, quelques clubs de la ville, Marseille Saint-André, le CS Cadeneaux et l'ATSCAF fusionnent pour former le Racing club de Marseille, dans le but de former un grand club marseillais.
En 1988, le RC Marseille fusionne ensuite avec la section rugby de l'ASPTT pour former le RC Marseille ASPTT. Le départ de l'ASPTT en 2000 entraîne un changement de nom du club qui se nomme alors Marseille Provence XV.

### Création du club
En 2007, le Marseille Provence XV fusionne avec le Racing club de Vitrolles, pour devenir le Marseille Vitrolles rugby, du vœu de Claude Atcher, président du club. Évoluant tout d'abord en Championnat de France de Fédérale 2 lors de la saison 2007-2008, le club est promu en Championnat de France de Fédérale 1 et se classe quatrième de son groupe en 2008-2009. Néanmoins, les Marseillais font un parcours médiocre lors du Trophée Jean Prat en terminant derniers de leur groupe avec zéro point. En juin 2009, à la surprise générale, Jonah Lomu s'engage avec le club,, après les signatures de David Gérard et d'Alain Hyardet. Le club compte ainsi parvenir rapidement en Pro D2. Il connaît ainsi son premier match télévisé le 22 novembre 2009, à l'occasion du match de la septième journée de Fédérale 1 face à l'US Montmélian sur Eurosport. Le club échoue finalement à obtenir une promotion en Pro D2, et connaît même une rétrogradation administrative en Fédérale 2 durant l'été 2010.
| Saison    | Division   | Classement   | Playoffs      |
| --------- | ---------- | ------------ | ------------- |
| 2007-2008 | Fédérale 2 | 1er Groupe 4 | 1/4 de finale |
| 2008-2009 | Fédérale 1 | 4e Groupe 4  | 4e Groupe 1   |
| 2009-2010 | Fédérale 1 | 2e Groupe 4  |               |

### Reprise sous le nom de Stade phocéen Marseille Vitrolles
Le club reprend donc après décision de la DNACG en Fédérale 2, changeant d'organigramme : Claude Atcher laisse sa place de président du directoire de la SASP à Jean-Philippe Claret, et Daniel Foulet celle de président de l'association à Gilles Carassic. Il est par ailleurs renommé Stade phocéen Marseille Vitrolles après avoir absorbé le Rugby Club Marseille Est.
Le 19 octobre 2011, la SASP du Stade phocéen est liquidée en raison d'importantes difficultés financières. Sans ses joueurs professionnels mais avec ses jeunes joueurs formés au club, l'équipe première parvient néanmoins à disputer la totalité le championnat de France de Fédérale 1 lors de la saison 2011-2012.
| Saison    | Division   | Classement                 | Playoffs |
| --------- | ---------- | -------------------------- | -------- |
| 2010-2011 | Fédérale 2 | 1er Groupe 4               | Champion |
| 2011-2012 | Fédérale 1 | 10e Groupe 2 (poule de 10) | Relégué  |

### Disparition du club et suite du rugby à Marseille et Vitrolles
À la suite de la liquidation de la SASP, l'association Stade phocéen Marseille Vitrolles fait de même en 2012,.
Les plus fidèles dirigeants, éducateurs et joueurs choisissent de créer une nouvelle association au printemps 2012 sous le nom de Rugby Club stade phocéen. Le nouveau club, grâce au respect des engagements du Stade phocéen Marseille Vitrolles dans le championnat de Fédérale 1 malgré sa situation précaire pour composer un effectif, au soutien de la FFR et de son président Pierre Camou, est autorisé à démarrer en championnat de Fédérale 3 pour de la saison 2012-2013,.

## Identité visuelle

### Couleurs et maillots
Les Marseillais jouent traditionnellement en maillot ciel et blanc, short marine, chaussette ciel.
Adidas était l'équipementier du club à partir de la saison 2009-2010, auparavant, le club n'avait pas d'équipementier. De nombreux sponsors voient leur logo s'afficher sur le maillot du MVR ; en 2009-2010 c'est le cas de Vitalia, Bee Ware ou encore Kertel.
Pour la saison 2011-2012, l'équipementier est Oztyle comme lors des phases finales de juin 2011. 

### Logo

Évolution du logo
Logo du Marseille Vitrolles rugby
Logo du Stade phocéen Marseille Vitrolles.

## Palmarès
- Champion de Fédérale 2 en 2011.

## Anciens joueurs

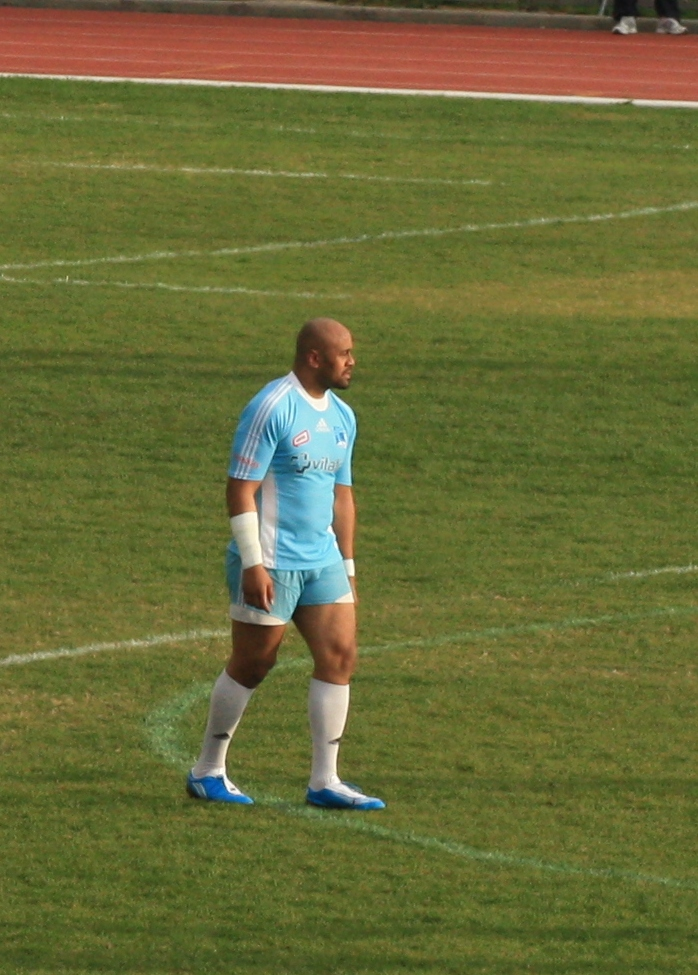
Jonah Lomu lors du match Marseille Vitrolles-US Montmélian le 22 novembre 2009.

- David Gérard
- Charles Givone
- Olivier Grimaud
- Jonah Lomu
- Remus Lungu
- Clément Médina
- Julian Vulakoro
- Mathieu Petitdemange
- Olivier Rosemplatt
- Adrien Prat-Marty
- George Oprisor
- Nassim Arif
- Benoît Denoyelle
- Mohamed Dridi
- Gregori Labadze
- Kiri Mariner
- David Vaudaine
- Tinus Van Rensburg
- Henk Eksteen
- César Delarue
- Florent Gibouin
- Malik Hamadache
- Hemani Paea
- Julian Vulakoro
- Konstantin Rachkov
- Dug Codjo
- Jérémy Valls
- Mathieu Petitdemange